# サソン (トルコ)

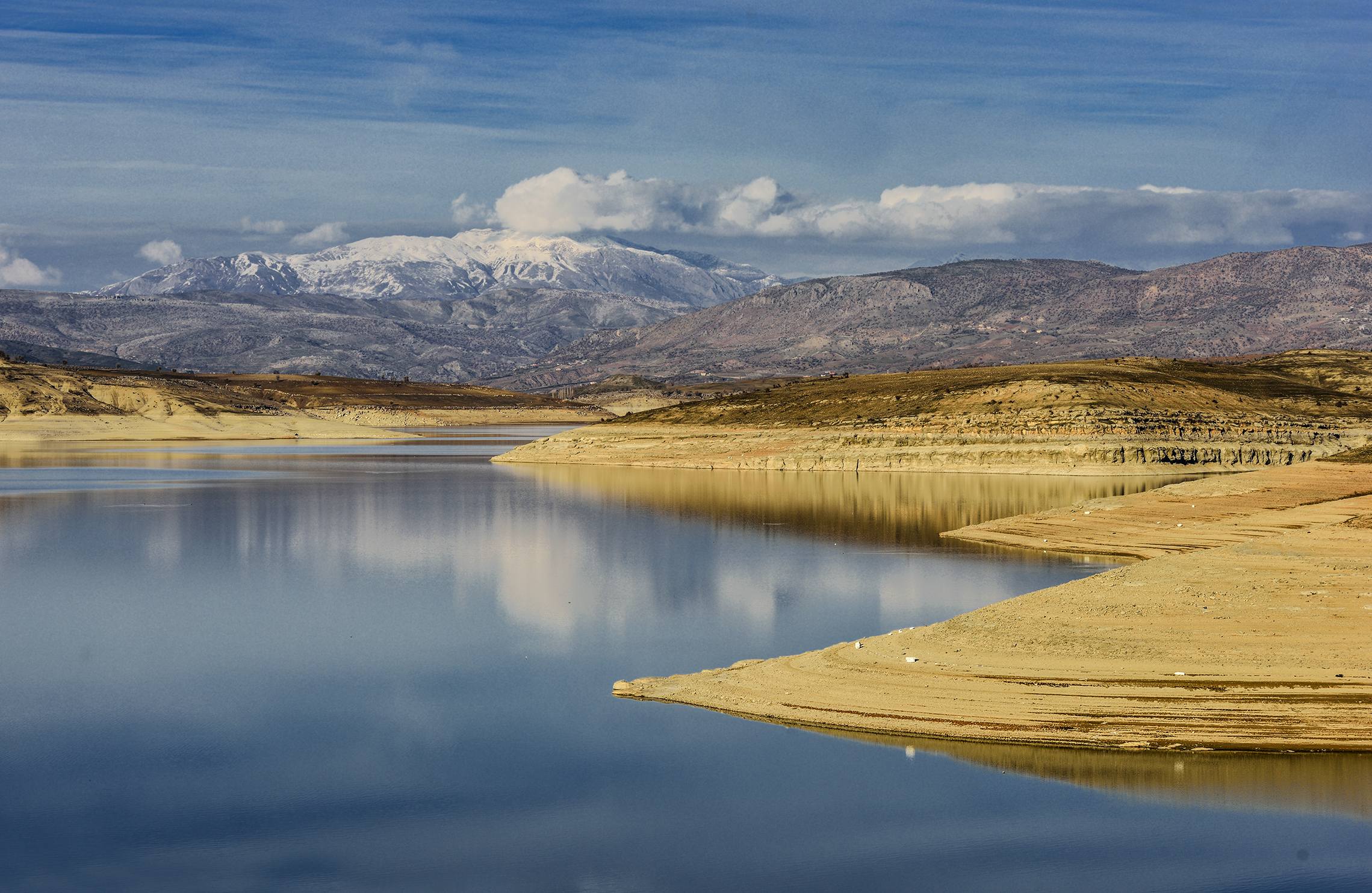
サソン地方。

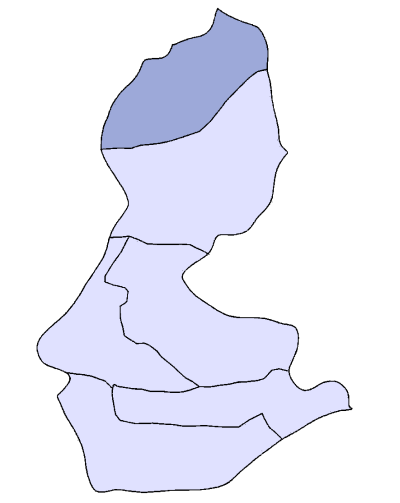
バトマン県内のサソン郡の位置。

サソン（トルコ語: Sason、アルメニア語: Սասուն Sasun、クルド語: Qabilcewz、アラビア語: قبل جوز）は、旧名をサスン (Sasun)、サスーン (Sassoun) という、トルコのバトマン県にある郡 (district)。かつては、スィイルトのサンジャク（県）の一部として、1880年まではディヤルバクルのヴィライェトに、1892年にはビトリス・ヴィライェトに属しており、1927年までムシュの一部に残っていた。 1993年まではスィイルト県の郡のひとつであった。郡の領域は、時とともに大きく変化してきた。現在の領域は、19世紀当時の領域とは異なっており、かつてもっと北方に広がっていた当時のサスンの領域は、そのほとんどがムシュの中央部の郡に含まれている。
アルメニア人たちがサスーンと呼ぶこの町は、アルメニアの文化や歴史にとって重要な役割を果たしてきた。この町は、アルメニアの国民的叙事詩である「サスーンの向こう見ず」の舞台である。19世紀末から20世紀初めにかけては、この町はアルメニア人民兵であるフェダイたちの主要な活動拠点となり、オスマン帝国当局やクルド人部族に対する武装蜂起も1894年蜂起、1904年蜂起の2回が発生した。サスーンは外部者の言語であるアラム語で「アルメ (Arme)」と呼ばれるが、これが「アルメニア」という外側から名付けられた呼称（エクソニム、exonym）の由来である。2019年3月の地方選挙では、ムザファー・アルスラン (Muzaffer Arslan) が市長に選出された。また、アブドゥラー・オザダリ (Abdullah Özadalı) がカイマカム（知事）に任じられた。

## 歴史
この地域は、歴史的にはアルメニア高原の一部であり、サスーン (Sasun) として知られていた。往時のアルメニア王国においては、アルザネネ地方の一部であった。その後、この地域は772年からマミコニアン朝の支配下に入り、1189年ないし1190年にアルメニア王によってマミコニアンの勢力がキリキアに追われるまでその状態が続いた。

### オスマン帝国
オスマン帝国は、この地域を征服すると、当地はビトリス・ヴィライェトのムシュ県（サンジャク）の一部とされ、引き続き相当数のアルメニア人たちが居住し続けた。当時のサソンは、40か村ほどのアルメニア人集落の連合体であり、その住民たちは、サスーンツィス (Sasuntsis, アルメニア語: Սասունցի) と呼ばれていた。彼らは、周囲を猛々しいクルド人部族たちに囲まれており、またしばしば彼らへの献納も強いられたが、19世紀末にクルド人勢力が政府の支配下に取り込まれるまでは、トルコの支配に組み入れられない自治を維持することができた。誇り高い戦士であったサスーンツィスたちは、自らの武器をすべて自作し、外の世界に由来する何物にも頼らなかった。
1893年、3千とも4千ともいう遊牧民化したクルド人たちが、ディヤルバクル平野からサソン地方へ流入してきた。この遊牧民たちの侵入は、彼らが夏場にこの地域の山の草地を家畜の放牧場とするためであり、定住しているアルメニア人たちにとっては迷惑なものであった。一部のクルド人部族は、家畜を盗んだり、オスマン帝国への税とは別に、自分たちにも上乗せして税を払うよう強いて、アルメニア人の農業集落に経済的壊滅をもたらした。アルメニア人たちはこの搾取に抵抗することを決意し、争いの中でひとりのクルド人が死んでしまう。このクルド人の死は、アルメニア人たちが反乱を企てている兆しであるとされ、トルコ当局はクルド人が報復のためにアルメニア人を襲撃することを容認した。
武装したアルメニア人の村人たちは、クルド人たちを追い払ったが、そのことはオスマン帝国の当局にも潜在的な脅威と映った。1894年、村人たちは、クルド人による新たな攻撃や搾取から自分たちをしっかり護ってもらえない限り、オスマン当局への納税を拒むという姿勢をとった。これに対し政府は、3千の正規兵を送り、これにクルド人非正規兵も加わって村人たちを武装解除し、その過程で900人とも3,000人とも言われる男女、子供を問わない殺戮がおこなわれた。この「サスーン事件 (Sasun affair)」は広く報じられ、欧州列強の代表団が調査に入って、結果的にオスマントルコ側もアルメニア人居住地域の六州（ヴィライェト）を設置することになった。こうした圧力に対して、皇帝アブデュルハミト2世は、1895年と1896年に反アルメニア人の動きを加速させた。
この、いわゆるハミディイェ虐殺について、マクダウォル (McDowall) は、少なく見ても 1,000人のアルメニア人農民がサソンで虐殺されたと推定しており、そのすべてが1894年初めにオスマンの軍隊がでっち上げた事件によって駆り立てられたものであった。サソンにおける虐殺に関与した役人や軍人たちには、勲章や恩賞が与えられた。

## 現代
今日では、サソンの町の住民は、ほとんどがクルド人かアラブ人である。マイノリティとしてのアルメニア人もいるが数は限られており、1972年時点の推定では、この地方全体でもアルメニア人の村人は精々 6,000人ほどと見積もられていた。

## 文化
当地は、アルメニア神話を成す叙事詩「Sasna Tsrer」、すなわち、「サスーンの向こう見ず」の舞台であるが、この話が発見されて、最初に部分的に書き留められたのは1873年のことであった。この話は別名を「Sasuntsi Davit」、すなわち、「サスーン のダヴィト」ともいう.。この叙事詩は、アルメニアがエジプトのカリフの侵攻を受けた670年ころのものとされ、アルメニアの民衆の英雄が外国からの侵略者を駆逐する話である。